# Tigrioides pallidicosta
Tigrioides pallidicosta är en fjärilsart som beskrevs av William Schaus 1922. Tigrioides pallidicosta ingår i släktet Tigrioides och familjen björnspinnare. Inga underarter finns listade i Catalogue of Life.